# Midden-Delfland
Midden-Delfland és un municipi de la província d'Holanda del Sud, al sud dels Països Baixos. L'1 de gener del 2009 tenia 17.602 habitants repartits sobre una superfície de 49,38 km² (dels quals 2,03 km² corresponen a aigua). Limita al nord amb Westland, al nord-est amb Rijswijk, a l'oest amb Maassluis, a l'est amb Delft i Rotterdam i al sud amb Vlaardingen i Schiedam.

## Centres de població
Schipluiden, Maasland, Den Hoorn, 't Woudt, Hodenpijl, Ter Lucht i De Zweth.

## Ajuntament (2006)
- CDA - 7 regidors
- Open Groen Progressief - 5 regidors
- VVD - 3 regidors
- Mijn Partij - 2 regidors